# 봉화역 (평양)
봉화역(烽火驛)은 조선민주주의인민공화국 평양직할시 중구역에 있는 평양 지하철도 천리마선과 만경대선의 역이다. 부역명은 당창건사적관이다.

## 역 구조
| 영광 ↑   |
| 하 상 \| |
| ↓ 승리   |

| 상행 | ●만경대선 | 영광·부흥 방면   |
| 하행 | ●천리마선 | 전우·붉은별 방면 |

- 승강장 번호는 없다.

## 역 주변
- 구강병 예방원
- 국제문화센터
- 당창건사적관
- 로동신문사
- 봉화예술극장
- 조선대외문화연락협회
- 조선인민군열사탑
- 중앙전보전화국
- 체코 대사관
- 평양국제우편국
- 평양극장
- 평양대극장
- 평양의과대학
- 평양의과대학병원
- 평양제2백화점
- 해방산호텔

## 특징
이 역은 평양 지하철이 안고 있는 문제점을 상징하고 있는 역으로, 1971년에 지하철 공사 중 대동강 물의 유입사고로 인하여 100명 이상이 사망한 비극을 간직하고 있다. 현재의 역사는 사고 현장에서 약 100미터 이상 떨어진 곳에 설치된 것으로 추정된다. 이 역은 최근에 외국인에게 개방 되었으며, 섬식 홈을 갖고 있다.

## 인접한 역
| 평양 지하철도 천리마선 · 만경대선 | 평양 지하철도 천리마선 · 만경대선 | 평양 지하철도 천리마선 · 만경대선 |
| --------------------------------- | --------------------------------- | --------------------------------- |
| 영광 부흥 방면                    | 천리마선                          | 승리 붉은별 방면                  |